# Mastaba

Struktura mastaby

Mastaba je nadzemní stavba z cihel, která byla používána jako hrobka vládnoucích vrstev ve starověkém Egyptě. Tento typ hrobek se začal používat během období Nakády II (kolem 3400 př. n. l.). Název pochází z egyptsko-arabského slova pro lavici. Tvarem připomíná nízký komolý čtyřboký jehlan.
Do mastaby se ukládaly pohřební dary, často do komplexu místností. Pohřeb byl uložen pod zemí v prostorách, jejichž stěny mohly být obloženy rohožemi nebo zpevněny dřevěnými deskami.
V královských hrobkách 1. dynastie se používaly pohřební komory obložené dřevem nebo dřevěné rakve, které nahradily pokrývku těla z rohoží.
Z mastaby se později vyvinuly stupňovité pyramidy. První kamenná pyramida (stupňovitá pyramida v Sakkáře krále Džosera 2690/2640–2670/2620 př. n. l.) byla původně navržena jako hrobka typu mastaby, na kterou později stavitel navršil několik postupně zmenšujících se stupňů. Každý stupeň opět připomíná mastabu.

## Konstrukce
Termín mastaba pochází z arabského slova označujícího „lavici z bláta“. Při pohledu z dálky se mastaba svojí plochou střechou lavici opravdu podobá. Historici se domnívají, že Egypťané se inspirovali architekturou z Mezopotámie, neboť ve stejné době budovali podobné stavby.  
Nadzemní konstrukce mastaby je obdélníkového tvaru s vnitřními šikmými stranami a plochou střechou. Vnější stavební materiály byly zpočátku cihly vyrobené ze sluncem vysušeného bahna snadno dostupného z řeky Nil. Dokonce i po tom, co se začaly používat odolnější materiály (jako například kámen) byla většina i nadále stavěna z hliněných cihel – vepřovic. Mastaby jako jsou například ty v Sakkáře byly často stavěny z vápence. Mastaby byly často až čtyřikrát delší než široké a mnohé dosahovaly výšky nejméně 10 metrů. Byly orientovány severojižním směrem, což bylo podle Egypťanů nezbytné pro přístup do posmrtného života. Střechy mastab byly z lamelového dřeva nebo vápencových desek se světlíky osvětlujícími hrobku. Nadzemní stavba v sobě uchovávala prostor pro malou obětní kapličku s falešnými dveřmi. Kněží a rodinní příslušníci pro duši zemřelého neboli ba přinášeli jídlo a různé dary. Ty měly pro zesnulého existovat i v posmrtném životě. Konstrukce mastab byla standardizována, přičemž několik ošetření bylo běžných pro zdivo.
Mastaby byly bohatě zdobené, a to především malbami na stěnách i stropech a rytinami představující přírodní prvky. Vzhledem k duchovnímu významu barvy bylo vhodnější postavit mastaby z bílého vápence. Pokud však nebyl k dispozici, byl namísto toho použit žlutý vápenec nebo hliněné cihly, které byly poté obíleny a omítnuty. Mastaby pro královské rodiny měly obzvlášť extravagantní exteriér, který měl svým vzhledem připomínat palác.